# Daegu Football Club
Il Daegu Football Club (in coreano 대구?), comunemente indicato come Daegu FC, è una società calcistica sudcoreana con sede a Taegu. Il club è stato fondato come comunità alla fine del 2002 ed ha fatto il suo debutto in K League Classic nel 2003. Storicamente il Daegu ha sempre militato nelle posizioni inferiori del K League Classic. La loro migliore stagione in K League Classic fino ad oggi è stata nel 2006, quando hanno finito al settimo posto (su 14 squadre), oltre a raggiungere i quarti di finale della Coppa di Corea. Due anni dopo, nel 2008, il Daegu ha raggiunto le semifinali della Coppa di Corea FA, ma ha perso contro il Pohang Steelers. Alla fine della stagione 2013 il Daegu è retrocesso in K League Challenge. Sono stati promossi al K League Classic nel 2016.

## Palmarès

### Competizioni nazionali
- Coppa della Corea del Sud: 1

2018

### Altri piazzamenti
- K League 1:

Terzo posto: 2021
- Coppa della Corea del Sud:

Semifinalista: 2008, 2022
- K League 2:

Secondo posto: 2016

## Rosa 2022
| N. |                          | Ruolo | Calciatore      |
| -- | ------------------------ | ----- | --------------- |
| 1  | Corea del Sud (bandiera) | P     | Lee Yang-jong   |
| 2  | Corea del Sud (bandiera) | D     | Oh Kwang-jin    |
| 4  | Corea del Sud (bandiera) | D     | Park Tae-hong   |
| 5  | Corea del Sud (bandiera) | D     | Hong Jeong-woon |
| 6  | Corea del Sud (bandiera) | D     | Han Hee-hoon    |
| 7  | Corea del Sud (bandiera) | C     | Lee Jae-kwon    |
| 8  | Corea del Sud (bandiera) | C     | Kim Sun-min     |
| 11 | Brasile (bandiera)       | A     | Cesinha         |
| 13 | Corea del Sud (bandiera) | C     | Woo Sang-ho     |
| 14 | Corea del Sud (bandiera) | C     | Sin Chang-moo   |
| 15 | Corea del Sud (bandiera) | A     | Han Jae-woong   |
| 16 | Corea del Sud (bandiera) | D     | Kim Dong-Jin    |
| 17 | Corea del Sud (bandiera) | A     | Kim Kyung-joon  |
| 19 | Corea del Sud (bandiera) | C     | Park Se-jin     |
| 20 | Corea del Sud (bandiera) | D     | Hwang Jae-won   |
| 21 | Corea del Sud (bandiera) | P     | Cho Hyun-woo    |
| 22 | Corea del Sud (bandiera) | A     | Lee Keun-ho     |
| 23 | Corea del Sud (bandiera) | A     | Joo Han-seong   |
| 25 | Corea del Sud (bandiera) | C     | Min Kyung-min   |
| 26 | Corea del Sud (bandiera) | D     | Kim Woo-seok    |

| N. |                          | Ruolo | Calciatore       |
| -- | ------------------------ | ----- | ---------------- |
| 27 | Corea del Sud (bandiera) | A     | Choi Soo-hyun    |
| 28 | Corea del Sud (bandiera) | C     | Lee Hae-woong    |
| 29 | Corea del Sud (bandiera) | C     | Ryu Jae-moon     |
| 30 | Corea del Sud (bandiera) | A     | Kim Jin-hyuk     |
| 31 | Corea del Sud (bandiera) | P     | Lee Hyeon-woo    |
| 32 | Corea del Sud (bandiera) | A     | Jung Chi-in      |
| 33 | Brasile (bandiera)       | A     | Léo Mineiro      |
| 34 | Corea del Sud (bandiera) | A     | Hong Seung-hyun  |
| 35 | Corea del Sud (bandiera) | C     | Seo Jae-min      |
| 36 | Corea del Sud (bandiera) | C     | Park Han-bin     |
| 37 | Corea del Sud (bandiera) | A     | Kim Dae-won      |
| 38 | Corea del Sud (bandiera) | A     | Jung Seung-won   |
| 39 | Corea del Sud (bandiera) | D     | Hwang Joon-seok  |
| 40 | Corea del Sud (bandiera) | C     | Cho Yong-jae     |
| 41 | Corea del Sud (bandiera) | P     | Kim Hyun-sung    |
| 42 | Corea del Sud (bandiera) | A     | Son Seok-yong    |
| 43 | Corea del Sud (bandiera) | A     | Cho Kwi-beom     |
| 45 | Corea del Sud (bandiera) | A     | Jung Choong-yeop |
| 99 | Monaco (bandiera)        | A     | Dejan Damjanović |

## Rosa 2017
| N. |                          | Ruolo | Calciatore      |
| -- | ------------------------ | ----- | --------------- |
| 1  | Corea del Sud (bandiera) | P     | Lee Yang-jong   |
| 2  | Corea del Sud (bandiera) | D     | Oh Kwang-jin    |
| 4  | Corea del Sud (bandiera) | D     | Park Tae-hong   |
| 5  | Corea del Sud (bandiera) | D     | Hong Jeong-woon |
| 6  | Corea del Sud (bandiera) | D     | Han Hee-hoon    |
| 7  | Corea del Sud (bandiera) | C     | Lee Jae-kwon    |
| 8  | Corea del Sud (bandiera) | C     | Kim Sun-min     |
| 11 | Brasile (bandiera)       | A     | Cesinha         |
| 13 | Corea del Sud (bandiera) | C     | Woo Sang-ho     |
| 14 | Corea del Sud (bandiera) | C     | Sin Chang-moo   |
| 15 | Corea del Sud (bandiera) | A     | Han Jae-woong   |
| 16 | Corea del Sud (bandiera) | D     | Kim Dong-Jin    |
| 17 | Corea del Sud (bandiera) | A     | Kim Kyung-joon  |
| 19 | Corea del Sud (bandiera) | C     | Park Se-jin     |
| 20 | Corea del Sud (bandiera) | D     | Hwang Jae-won   |
| 21 | Corea del Sud (bandiera) | P     | Cho Hyun-woo    |
| 22 | Corea del Sud (bandiera) | D     | Jeong Woo-jae   |
| 23 | Corea del Sud (bandiera) | A     | Joo Han-seong   |
| 25 | Corea del Sud (bandiera) | C     | Min Kyung-min   |
| 26 | Corea del Sud (bandiera) | D     | Kim Woo-seok    |

| N. |                          | Ruolo | Calciatore       |
| -- | ------------------------ | ----- | ---------------- |
| 27 | Corea del Sud (bandiera) | A     | Choi Soo-hyun    |
| 28 | Corea del Sud (bandiera) | C     | Lee Hae-woong    |
| 29 | Corea del Sud (bandiera) | C     | Ryu Jae-moon     |
| 30 | Corea del Sud (bandiera) | A     | Kim Jin-hyuk     |
| 31 | Corea del Sud (bandiera) | P     | Lee Hyeon-woo    |
| 32 | Corea del Sud (bandiera) | A     | Jung Chi-in      |
| 33 | Brasile (bandiera)       | A     | Léo Mineiro      |
| 34 | Corea del Sud (bandiera) | A     | Hong Seung-hyun  |
| 35 | Corea del Sud (bandiera) | C     | Seo Jae-min      |
| 36 | Corea del Sud (bandiera) | C     | Park Han-bin     |
| 37 | Corea del Sud (bandiera) | A     | Kim Dae-won      |
| 38 | Corea del Sud (bandiera) | A     | Jung Seung-won   |
| 39 | Corea del Sud (bandiera) | D     | Hwang Joon-seok  |
| 40 | Corea del Sud (bandiera) | C     | Cho Yong-jae     |
| 41 | Corea del Sud (bandiera) | P     | Kim Hyun-sung    |
| 42 | Corea del Sud (bandiera) | A     | Son Seok-yong    |
| 43 | Corea del Sud (bandiera) | A     | Cho Kwi-beom     |
| 45 | Corea del Sud (bandiera) | A     | Jung Choong-yeop |
| 99 | Monaco (bandiera)        | A     | Dejan Damjanović |

## Rosa 2014
| N. |                          | Ruolo | Calciatore     |
| -- | ------------------------ | ----- | -------------- |
| 1  | Corea del Sud (bandiera) | P     | Lee Yang-Jong  |
| 2  | Corea del Sud (bandiera) | D     | Keum Kyo-Jin   |
| 3  | Corea del Sud (bandiera) | D     | Park Sung-Yong |
| 4  | Corea del Sud (bandiera) | D     | Ji Byung-Joo   |
| 5  | Corea del Sud (bandiera) | D     | Kim Tae-Jin    |
| 6  | Corea del Sud (bandiera) | D     | Noh Haeng-Seok |
| 7  | Corea del Sud (bandiera) | C     | Cho Hyung-Ik   |
| 8  | Corea del Sud (bandiera) | D     | Heo Jae-won    |
| 9  | Corea del Sud (bandiera) | C     | Kim Dae-Yeol   |
| 10 | Corea del Sud (bandiera) | C     | Hwang Soon-Min |
| 11 | Corea del Sud (bandiera) | C     | Shin Chang-Mu  |
| 12 | Corea del Sud (bandiera) | C     | Yoon Ju-Il     |
| 13 | Corea del Sud (bandiera) | D     | Cho Young-Hoon |
| 14 | Corea del Sud (bandiera) | C     | Kim Gwi-Hyeon  |
| 16 | Corea del Sud (bandiera) | D     | Kim Dong-jin   |
| 17 | Corea del Sud (bandiera) | A     | No Byung-Jun   |
| 18 | Corea del Sud (bandiera) | A     | Lee Dong-Myung |

| N. |                          | Ruolo | Calciatore       |
| -- | ------------------------ | ----- | ---------------- |
| 19 | Corea del Sud (bandiera) | A     | Jang Baek-Gyu    |
| 20 | Corea del Sud (bandiera) | C     | An Sang-Hyun     |
| 21 | Corea del Sud (bandiera) | P     | Cho Hyun-Woo     |
| 22 | Corea del Sud (bandiera) | D     | Lee Joon-Hee     |
| 23 | Corea del Sud (bandiera) | C     | Nam Se-In        |
| 24 | Corea del Sud (bandiera) | D     | Park Jong-Jin    |
| 25 | Brasile (bandiera)       | A     | Matheus          |
| 26 | Corea del Sud (bandiera) | C     | Yoon Young-Seung |
| 27 | Corea del Sud (bandiera) | A     | Kim Heung-Il     |
| 28 | Corea del Sud (bandiera) | D     | Lim Geun-Young   |
| 30 | Corea del Sud (bandiera) | A     | Han Seung-Yeop   |
| 31 | Corea del Sud (bandiera) | P     | Park Min-Seon    |
| 33 | Corea del Sud (bandiera) | A     | Jung Dae-Kyo     |
| 77 | Corea del Sud (bandiera) | C     | In Joon-Yeon     |
| 80 | Brasile (bandiera)       | A     | Néverton         |
| 99 | Brasile (bandiera)       | A     | Johnathan        |

## Rosa 2007
| N. |                          | Ruolo | Calciatore      |
| -- | ------------------------ | ----- | --------------- |
| 1  | Corea del Sud (bandiera) | P     | Kim Young-Mu    |
| 2  | Corea del Sud (bandiera) | C     | Na Hee-Keun     |
| 3  | Corea del Sud (bandiera) | D     | Lee Sung-Hwan   |
| 4  | Corea del Sud (bandiera) | D     | Jo Hong-Kyu     |
| 5  | Corea del Sud (bandiera) | D     | Hwang Sun-Pil   |
| 6  | Corea del Sud (bandiera) | D     | Park Jung-Sik   |
| 7  | Brasile (bandiera)       | A     | Selmir          |
| 8  | Corea del Sud (bandiera) | C     | Ha Dae-Sung     |
| 9  | Corea del Sud (bandiera) | C     | Mun Joo-Won     |
| 10 | Corea del Sud (bandiera) | C     | Jang Nam-Seok   |
| 11 | Brasile (bandiera)       | A     | Luizinho        |
| 12 | Corea del Sud (bandiera) | C     | Jin Kyung-Sun   |
| 14 | Corea del Sud (bandiera) | C     | Lee Tae-Woo     |
| 15 | Corea del Sud (bandiera) | D     | Kim Hyun-Soo    |
| 16 | Corea del Sud (bandiera) | A     | Hwang Yeon-Seok |
| 18 | Corea del Sud (bandiera) | C     | Im Hyun-Woo     |

| N. |                          | Ruolo | Calciatore      |
| -- | ------------------------ | ----- | --------------- |
| 19 | Corea del Sud (bandiera) | D     | Jung Ho-Jin     |
| 20 | Brasile (bandiera)       | C     | Enio            |
| 21 | Corea del Sud (bandiera) | P     | Baek Min-Cheol  |
| 22 | Corea del Sud (bandiera) | C     | Lee Keun-ho     |
| 23 | Corea del Sud (bandiera) | D     | Yoon Yeo-San    |
| 25 | Corea del Sud (bandiera) | C     | Choi Jong-Hyuk  |
| 26 | Corea del Sud (bandiera) | C     | Kin Jae-Hong    |
| 27 | Corea del Sud (bandiera) | C     | Lee Mun-Seon    |
| 28 | Corea del Sud (bandiera) | C     | Kim Ju-Hwan     |
| 29 | Corea del Sud (bandiera) | C     | Song Jung-Woo   |
| 30 | Corea del Sud (bandiera) | D     | Ko Jung-Bin     |
| 31 | Corea del Sud (bandiera) | P     | Kim Myung-Gwang |
| 32 | Corea del Sud (bandiera) | C     | Park Yoon-Hwa   |
| 33 | Corea del Sud (bandiera) | C     | Lee Byung-Keun  |
| 34 | Corea del Sud (bandiera) | C     | Lee Sang-Suk    |